# Uzerche
Uzerche é uma comuna francesa na região administrativa da Nova Aquitânia, no departamento de Corrèze. Estende-se por uma área de 23,85 km². Em 2010 a comuna tinha 2 855 habitantes (densidade: 119,7 hab./km²).